# Universidad Nacional del Comahue
Die Universidad Nacional Comahue ist eine öffentliche Universität Argentiniens mit verschiedenen Niederlassungen in den Provinzen Neuquén, Río Negro und Chubut, ⁣⁣mit Sitz in der Stadt Neuquén und Außenstellen in den Ortschaften Choele Choel, Cinco Saltos, Cipoletti, Esquel, General Roca (Fiske Menuco), Puerto Madryn, San Antonio Oeste, San Carlos de Bariloche, San Martín de los Andes, Trelew, Viedma, Villa Regina und Zapala.
Die historische Region Comahue erstreckt sich über den Norden des argentinischen Patagoniens, mit dem Partido Patagones, den Provinzen La Pampa, Río Negro, Neuquén und dem nördlichen Teils von Chubut. Das Wort Comahue kommt aus der Sprache Mapundungun und bedeutet „Ort des Reichtums“, aber auch „Ort, wo das Wasser Schaden anrichtet“, in Referenz der großen von den niederschlagsreichen Anden kommenden Flüssen.
Die Nationale Universität Comahue ist eine Einrichtung des öffentlichen Rechts, deren Zweck die Förderung, Verbreitung und Erhaltung der Kultur, mit nationalen und universellen Gedanken und Werten und mit dem Schwerpunkt in der Lösung regionaler Probleme. Die Universität trägt durch humanistische Studien, wissenschaftliche und technologische Forschung und künstlerisches Schaffen zur Entwicklung der Kultur bei. Durch Lehre und Medien werden Ideen. Wissenschaft, Technologie und künstlerische Leistungen entwickelt und verbreitet.
Am 15. Juli 1971 genehmigte und verkündete die nationale Exekutive das Gesetz 19.117 zur Gründung der Nationalen Universität Comahue.
Im Jahr 2023 wird die Universidad Nacional del Comahue 52 Universitätsstudiengänge, 13 Aufbaustudiengänge und 10 Kurzstudiengänge anbieten, außerdem 26 Bachelor-Studiengänge und 7 Ingenieurstudiengänge.
Die Universidad Nacional del Comahue bietet derzeit keine Fernstudiengänge, Fernabschlüsse, Ferningenieurwissenschaften oder Fernstudiengänge für Postgraduierte an.
Nach der Klassifizierung SIR von SCImago gehört die Universität Nacional Comahue zur Gruppe der 10 besten Universitäten Argentiniens, welche Wissenschaft und Technologie produzieren.